# Curling-Europameisterschaft 2005
Die Curling-Europameisterschaft 2005 der Männer und Frauen fand vom 9. bis 17. Dezember in Garmisch-Partenkirchen in Deutschland statt.

## Turnier der Männer

### Teilnehmer
| Dänemark | Finnland | Irland |
| --- | --- | --- |
| Skip: Ulrik Schmidt Third: Lasse Lavrsen Second: Carsten Svensgård Lead: Joel Ostrowski Ersatz: Kenneth Jorgensen   | Skip: Markku Uusipaavalniemi Third: Wille Mäkelä Second: Kalle Kiiskinen Lead: Teemu Sallo Ersatz: Jani Sullanmaa | Skip: Douglas Dryburgh Third: Peter Wilson Second: Robin Gray Lead: Johnjo Kenny Ersatz: Peter J. D. Wilson   |
| Deutschland | Norwegen | Russland |
| Skip: Andreas Kapp Third: Ulrich Kapp Second: Oliver Axnick Lead: Holger Höhne Ersatz: Andreas Kempf                | Skip: Pål Trulsen Third: Lars Vågberg Second: Flemming Davanger Lead: Bent Ånund Ramsfjell Ersatz: Torger Nergård | Skip: Aleksander Kirikov Third: Dmitri Ryjov Second: Dmitri Abanin Lead: Aleksey Kamnev Ersatz: Roman Kutuzov |
| Schottland | Schweiz | Schweden |
| Skip: David Murdoch Third: Craig Wilson Second: Ewan MacDonald Lead: Euan Byers Ersatz: Warwick Smith               | Skip: Ralph Stöckli Third: Claudio Pescia Second: Pascal Sieber Lead: Marco Battilana Ersatz: Simon Strübin       | Skip: Peter Lindholm Third: Tomas Nordin Second: Magnus Swartling Lead: Peter Narup Ersatz: Anders Kraupp     |
| Italien | | |
| Skip: Joel Retornaz Third: Fabio Alverà Second: Marco Mariani Lead: Alessandro Zisa Ersatz: Gian Paolo Zandegiacomo | | |

### Round Robin
| Platz | Team        | Spiele | Siege | Ndlg. |
| ----- | ----------- | ------ | ----- | ----- |
| 1.    | Schottland  | 9      | 8     | 1     |
| 2.    | Schweden    | 9      | 8     | 1     |
| 3.    | Schweiz     | 9      | 6     | 3     |
| 4.    | Norwegen    | 9      | 5     | 4     |
|       | Deutschland | 9      | 5     | 4     |
| 6.    | Dänemark    | 9      | 4     | 5     |
| 7.    | Irland      | 9      | 4     | 5     |
| 8.    | Finnland    | 9      | 3     | 6     |
| 9.    | Italien     | 9      | 1     | 8     |
| 10.   | Russland    | 9      | 1     | 8     |

| Datum    | Zeit  | Begegnung              | Resultat |
| -------- | ----- | ---------------------- | -------- |
| 10. Dez. | 14:00 | Schweden – Schottland  | 4:5      |
|          |       | Deutschland – Dänemark | 11:3     |
|          |       | Italien – Russland     | 8:3      |
|          |       | Finnland – Irland      | 2:3      |
|          |       | Schweiz – Norwegen     | 8:3      |
| 11. Dez  | 08:00 | Schweiz – Deutschland  | 6:5      |
|          |       | Russland – Norwegen    | 5:6      |
|          |       | Schweden – Finnland    | 8:6      |
|          |       | Italien – Schottland   | 4:7      |
|          |       | Dänemark – Irland      | 8:6      |
|          | 16:00 | Irland – Norwegen      | 2:9      |
|          |       | Schottland – Finnland  | 7:6      |
|          |       | Dänemark – Schweiz     | 5:6      |
|          |       | Russland – Schweden    | 3:9      |
|          |       | Italien – Deutschland  | 3:8      |
| 12. Dez. | 09:00 | Schottland – Dänemark  | 3:8      |
|          |       | Italien – Schweden     | 4:9      |
|          |       | Deutschland – Norwegen | 5:6      |
|          |       | Irland – Schweiz       | 8:6      |
|          |       | Finnland – Russland    | 5:9      |
|          | 19:00 | Italien – Schweiz      | 6:8      |
|          |       | Dänemark – Russland    | 8:3      |
|          |       | Schottland – Irland    | 6:5      |
|          |       | Deutschland – Finnland | 7:6      |
|          |       | Norwegen – Schweden    | 5:6      |

| Datum    | Zeit  | Begegnung                | Resultat |
| -------- | ----- | ------------------------ | -------- |
| 13. Dez. | 12:00 | Norwegen – Finnland      | 3:6      |
|          |       | Schweden – Irland        | 7:5      |
|          |       | Russland – Deutschland   | 2:8      |
|          |       | Dänemark – Italien       | 9:5      |
|          |       | Schottland – Schweiz     | 9:8      |
|          | 20:00 | Deutschland – Schweden   | 3:7      |
|          |       | Norwegen – Schottland    | 3:6      |
|          |       | Finnland – Dänemark      | 6:3      |
|          |       | Schweiz – Russland       | 8:3      |
|          |       | Irland – Italien         | 9:4      |
| 14. Dez. | 14:00 | Russland – Irland        | 1:3      |
|          |       | Finnland – Schweiz       | 4:5      |
|          |       | Norwegen – Italien       | 9:4      |
|          |       | Schottland – Deutschland | 7:6      |
|          |       | Schweden – Dänemark      | 11:7     |
| 15. Dez. | 08:00 | Finnland – Italien       | 9:6      |
|          |       | Irland – Deutschland     | 4:7      |
|          |       | Schweiz – Schweden       | 7:8      |
|          |       | Norwegen – Dänemark      | 10:6     |
|          |       | Russland – Schottland    | 6:8      |

### Tie-break
Um den vierten Halbfinalisten zu ermitteln, musste ein Entscheidungsspiel ausgetragen werden.
| Datum    | Zeit  | Begegnung              | Resultat |
| -------- | ----- | ---------------------- | -------- |
| 15. Dez. | 20:00 | Deutschland – Norwegen | 7:8      |

### Playoffs
| Team       | 1 | 2 | 3 | 4 | 5 | 6 | 7 | 8 | 9 | 10 | Total |
| ---------- | - | - | - | - | - | - | - | - | - | -- | ----- |
| Schottland | 0 | 0 | 1 | 1 | 0 | 0 | 2 | 0 | 0 | 0  | 4     |
| Norwegen   | 0 | 2 | 0 | 0 | 0 | 3 | 0 | 1 | 1 | 0  | 7     |

| Team     | 1 | 2 | 3 | 4 | 5 | 6 | 7 | 8 | 9 | 10 | Total |
| -------- | - | - | - | - | - | - | - | - | - | -- | ----- |
| Schweden | 2 | 0 | 1 | 0 | 2 | 0 | 2 | 0 | 0 | 1  | 8     |
| Schweiz  | 0 | 1 | 0 | 2 | 0 | 1 | 0 | 0 | 1 | 0  | 5     |

| Team       | 1 | 2 | 3 | 4 | 5 | 6 | 7 | 8 | 9 | 10 | Total |
| ---------- | - | - | - | - | - | - | - | - | - | -- | ----- |
| Schweiz    | 0 | 1 | 0 | 0 | 0 | 1 | 0 | 2 | 0 | 1  | 5     |
| Schottland | 2 | 0 | 0 | 2 | 0 | 0 | 1 | 0 | 2 | 0  | 7     |

| Team     | 1 | 2 | 3 | 4 | 5 | 6 | 7 | 8 | 9 | 10 | Total |
| -------- | - | - | - | - | - | - | - | - | - | -- | ----- |
| Schweden | 0 | 2 | 0 | 0 | 1 | 0 | 0 | 1 | 0 | x  | 4     |
| Norwegen | 1 | 0 | 2 | 2 | 0 | 1 | 1 | 0 | 2 | x  | 9     |

| Platz | Land        |
| ----- | ----------- |
| 1     | Norwegen    |
| 2     | Schweden    |
| 3     | Schottland  |
| 4     | Schweiz     |
| 5     | Deutschland |
| 6     | Dänemark    |
| 7     | Irland      |
| 8     | Finnland    |
| 9     | Italien     |
| 10    | Russland    |

## Turnier der Frauen

### Teilnehmer
| Österreich | Dänemark | Finnland |
| --- | --- | --- |
| Skip: Claudia Toth Third: Karina Toth Second: Constanze Hummelt Lead: Alexandra Brückmiller Ersatz: Cindra Bishop                 | Skip: Dorthe Holm Third: Denise Dupont Second: Lene Nielsen Lead: Malene Krause Ersatz: Maria Poulsen           | Skip: Katja Kiiskinen Third: Paivi Salonen Second: Tiina Kolhi Lead: Heidi Hossi Ersatz: Sanna Puustinen                  |
| Niederlande | Norwegen | Russland |
| Skip: Shari Leibbrandt-Demmon Third: Ellen van der Cammen Second: Margrietha Voskuilen Lead: Erika Doornbos Ersatz: Idske de Jong | Skip: Dordi Nordby Third: Marianne Haslum Second: Marianne Rørvik Lead: Camilla Holth Ersatz: Charlotte Hovring | Skip: Ljudmila Priwiwkowa Third: Nkeiruka Jesech Second: Olga Scharkowa Lead: Jekaterina Galkina Ersatz: Margarita Fomina |
| Schottland | Schweiz | Schweden |
| Skip: Rhona Martin Third: Kelly Wood Second: Jackie Lockhart Lead: Lynn Cameron Ersatz: Deborah Knox                              | Skip: Mirjam Ott Third: Binia Beeli Second: Valeria Spälty Lead: Michèle Knobel Ersatz: Manuela Kormann         | Skip: Anette Norberg Third: Eva Lund Second: Cathrine Lindahl Lead: Anna Bergström Ersatz: Ulrika Bergman                 |
| Italien | | |
| Skip: Diana Gaspari Third: Giulia Lacedelli Second: Rosa Pompanin Lead: Violetta Caldart Ersatz: Eleonora Alverà                  | | |

### Round Robin
| Platz | Team        | Spiele | Siege | Ndlg. |
| ----- | ----------- | ------ | ----- | ----- |
| 1.    | Schweden    | 9      | 9     | 0     |
| 2.    | Schweiz     | 9      | 8     | 1     |
| 3.    | Norwegen    | 9      | 7     | 2     |
| 4.    | Dänemark    | 9      | 5     | 4     |
|       | Schottland  | 9      | 5     | 4     |
|       | Italien     | 9      | 5     | 4     |
| 7.    | Niederlande | 9      | 3     | 6     |
| 8.    | Russland    | 9      | 2     | 7     |
| 9.    | Österreich  | 9      | 1     | 8     |
| 10.   | Finnland    | 9      | 0     | 9     |

| Datum    | Zeit  | Begegnung                | Resultat |
| -------- | ----- | ------------------------ | -------- |
| 10. Dez. | 09:00 | Dänemark – Finnland      | 9:4      |
|          |       | Italien – Schottland     | 7:8      |
|          |       | Schweiz – Niederlande    | 7:5      |
|          |       | Norwegen – Schweden      | 3:5      |
|          |       | Russland – Österreich    | 8:3      |
| 10. Dez  | 19:00 | Russland – Italien       | 5:10     |
|          |       | Niederlande – Österreich | 11:6     |
|          |       | Dänemark – Norwegen      | 5:6      |
|          |       | Schweiz – Finnland       | 10:6     |
|          |       | Schottland – Schweden    | 1:10     |
| 11. Dez  | 12:00 | Schweden – Österreich    | 10:4     |
|          |       | Finnland – Norwegen      | 4:10     |
|          |       | Schottland – Russland    | 6:5      |
|          |       | Niederlande – Dänemark   | 5:6      |
|          |       | Schweiz – Italien        | 10:2     |
| 11. Dez. | 20:00 | Finnland – Schottland    | 3:12     |
|          |       | Schweiz – Dänemark       | 6:3      |
|          |       | Italien – Österreich     | 9:3      |
|          |       | Schweden – Russland      | 10:4     |
|          |       | Norwegen – Dänemark      | 11:1     |
| 12. Dez. | 14:00 | Schweiz – Russland       | 8:4      |
|          |       | Schottland – Niederlande | 11:2     |
|          |       | Finnland – Schweden      | 0:14     |
|          |       | Italien – Norwegen       | 5:6      |
|          |       | Österreich – Dänemark    | 2:15     |

| Datum    | Zeit  | Begegnung               | Resultat |
| -------- | ----- | ----------------------- | -------- |
| 13. Dez. | 08:00 | Österreich – Norwegen   | 2:9      |
|          |       | Dänemark – Schweden     | 2:10     |
|          |       | Niederlande – Italien   | 6:10     |
|          |       | Schottland – Schweiz    | 7:8      |
|          |       | Finnland – Russland     | 4:9      |
|          | 16:00 | Italien – Dänemark      | 8:5      |
|          |       | Österreich – Finnland   | 8:4      |
|          |       | Norwegen – Schottland   | 9:5      |
|          |       | Russland – Niederlande  | 5:8      |
|          |       | Schweden – Schweiz      | 7:5      |
| 14. Dez. | 09:00 | Niederlande – Schweden  | 6:10     |
|          |       | Norwegen – Russland     | 9:6      |
|          |       | Österreich – Schweiz    | 2:11     |
|          |       | Finnland – Italien      | 0:12     |
|          |       | Dänemark – Schottland   | 4:3      |
|          | 19:00 | Norwegen – Schweiz      | 4:10     |
|          |       | Schweden – Italien      | 8:7      |
|          |       | Russland – Dänemark     | 6:7      |
|          |       | Österreich – Schottland | 3:9      |
|          |       | Niederlande – Finnland  | 11:3     |

### Tie-break
Um den vierten Halbfinalisten zu ermitteln, mussten zwei Entscheidungsspiele ausgetragen werden.
| Datum    | Zeit  | Begegnung             | Resultat |
| -------- | ----- | --------------------- | -------- |
| 15. Dez. | 12:00 | Italien – Schottland  | 3:10     |
| 15. Dez. | 20:00 | Dänemark – Schottland | 8:7      |

| Team     | 1 | 2 | 3 | 4 | 5 | 6 | 7 | 8 | 9 | 10 | Total |
| -------- | - | - | - | - | - | - | - | - | - | -- | ----- |
| Schweden | 0 | 1 | 0 | 1 | 0 | 3 | 0 | 1 | 0 | 0  | 6     |
| Dänemark | 0 | 0 | 1 | 0 | 1 | 0 | 1 | 0 | 1 | 0  | 4     |

| Team     | 1 | 2 | 3 | 4 | 5 | 6 | 7 | 8 | 9 | 10 | Total |
| -------- | - | - | - | - | - | - | - | - | - | -- | ----- |
| Norwegen | 1 | 0 | 1 | 0 | 2 | 0 | 0 | 1 | 0 | 1  | 6     |
| Schweiz  | 0 | 3 | 0 | 2 | 0 | 0 | 2 | 0 | 1 | 0  | 8     |

| Team     | 1 | 2 | 3 | 4 | 5 | 6 | 7 | 8 | 9 | 10 | Total |
| -------- | - | - | - | - | - | - | - | - | - | -- | ----- |
| Norwegen | 0 | 1 | 0 | 0 | 0 | 0 | 1 | 0 | x | x  | 2     |
| Dänemark | 1 | 0 | 1 | 1 | 3 | 3 | 0 | 1 | x | x  | 10    |

| Team     | 1 | 2 | 3 | 4 | 5 | 6 | 7 | 8 | 9 | 10 | Total |
| -------- | - | - | - | - | - | - | - | - | - | -- | ----- |
| Schweiz  | 0 | 2 | 0 | 0 | 2 | 0 | 0 | 1 | 0 | 0  | 5     |
| Schweden | 1 | 0 | 1 | 1 | 0 | 1 | 1 | 0 | 2 | 1  | 8     |

| Platz | Land        |
| ----- | ----------- |
| 1     | Schweden    |
| 2     | Schweiz     |
| 3     | Dänemark    |
| 4     | Norwegen    |
| 5     | Schottland  |
| 6     | Italien     |
| 7     | Niederlande |
| 8     | Russland    |
| 9     | Österreich  |
| 10    | Finnland    |